# Brendan Boyle
Brendan Francis Boyle (Filadelfia, 6 febbraio 1977) è un politico statunitense, membro della Camera dei Rappresentanti per lo stato della Pennsylvania.

## Biografia
Nato a Filadelfia, dopo gli studi all'Università di Notre Dame e all'Università di Harvard, Boyle lavorò come consulente per il Dipartimento della Difesa.
Entrato in politica con il Partito Democratico, nel 2004 e nel 2006 si candidò infruttuosamente per un seggio all'interno della legislatura statale della Pennsylvania, poi nel 2008 riuscì ad essere eletto e venne riconfermato ogni due anni per altri tre mandati.
Nel 2014 si candidò alla Camera dei Rappresentanti per il seggio lasciato dalla compagna di partito Allyson Schwartz, in corsa per la carica di governatore. Nelle primarie affrontò diversi avversari, tra cui la favorita Marjorie Margolies-Mezvinsky, ex deputata e consuocera di Hillary Clinton, ma alla fine Boyle riuscì a prevalere e successivamente vinse anche le elezioni generali divenendo deputato.
Ideologicamente Boyle è un democratico moderato. Nel 2011 venne selezionato dall'Aspen Institute come Rodel Fellow e divenne parte dell'Aspen Global Leadership Network.